# Smržov (Boêmia do Sul)
Smržov é uma comuna checa localizada na região da Boêmia do Sul, distrito de Jindřichův Hradec.